# Baipenzhu Shuiku
Baipenzhu Shuiku (kinesiska: 白盆珠水库) är en reservoar i Kina. Den ligger i provinsen Guangdong, i den södra delen av landet, omkring 190 kilometer öster om provinshuvudstaden Guangzhou. Baipenzhu Shuiku ligger 71 meter över havet. Arean är 29,3 kvadratkilometer. I omgivningarna runt Baipenzhu Shuiku växer i huvudsak städsegrön lövskog. Den sträcker sig 10,5 kilometer i nord-sydlig riktning, och 15,7 kilometer i öst-västlig riktning.
Genomsnittlig årsnederbörd är 2 192 millimeter. Den regnigaste månaden är maj, med i genomsnitt 540 mm nederbörd, och den torraste är januari, med 22 mm nederbörd.